# Relaciones Brasil-Venezuela
Las relaciones Brasil-Venezuela se refieren a las relaciones internacionales que existen entre Brasil y Venezuela.

## Historia

### SigloXIX
El 7 de agosto de 1819 nace la República de Colombia, luego renombrada por historiadores como la Gran Colombia, aunque en términos reales no se concretó dicho Estado hasta 1821 cuando se libra la última batalla de la Guerra de Independencia de Venezuela. Este nuevo Estado nació del ideal de Francisco de Miranda y Simón Bolívar, quienes pretendían unir las antiguas provincias americanas independizadas de España.[cita requerida]
El gobierno de la Gran Colombia se había trazado como metas de su política exterior el acercamiento de los nuevos Estados independientes, el establecimiento de una confederación americana y la liberación de los territorios ocupados por España en América. El gobierno grancolombiano invitó el 7 de diciembre de 1824 a México, la Provincias Unidas del Centro de América, Perú, Chile, Provincias Unidas del Río de la Plata (Argentina), Brasil y Estados Unidos a un congreso con el fin de establecer la unión de América Meridional. Entre el 22 de junio y el  15 de julio de 1826 se llevó a cabo el Congreso de Panamá en donde sólo México, Centroamérica, Perú, Bolivia y la Gran Colombia firmaron el Tratado de Unión, Liga, y Confederación Perpetua.[cita requerida]
El gobierno venezolano de José María Vargas adelantó negociaciones con Brasil sobre delimitacion fronteriza.[cita requerida]
El 5 de mayo de 1859 Brasil y Venezuela firmaron el "Tratado de Límites y Navegación Fluvial".[cita requerida]

### SigloXX
Al culminar el primer gobierno venezolano del presidente Rafael Caldera, se realizó una rectificación de límites con Brasil, aumentando la superficie del territorio nacional de Venezuela.[cita requerida]

### SigloXXI
A nivel internacional, Hugo Chávez se alineó con el gobierno de Lula da Silva de Brasil.
Por iniciativa del nuevo presidente brasileño, Lula Da Silva, se conformó un grupo de "países amigos de Venezuela", entre los que se encontraba Brasil, Chile, México, España, Portugal, Estados Unidos (hasta ese momento, Chávez no tenía buenas relaciones con los presidentes de todos estos países con excepción de Brasil) y algunas personalidades estadounidenses como el expresidente Jimmy Carter.[cita requerida]
En 2001, Brasil y Venezuela abrieron una línea de alto voltaje entre ambos países para suministrar electricidad desde Venezuela al norte de Brasil, carente de electricidad. La línea ha ofrecido energía hidroeléctrica barata a Brasil y también ha conseguido millones de dólares para Venezuela anualmente. En 2007, Brasil y Venezuela acordaron lazos comerciales y energéticos más estrechos, incluyendo la construcción de una nueva refinería petrolera en Brasil. La refinería de 4 500 millones de dólares estaba planeada para ser completada en 2010, para que 40% fuese propiedad de la compañía estatal Petróleos de Venezuela y que el resto le perteneciera a la compañía nacional de Brasil Petrobras. Después de distanciarse de Colombia por su decisión de permitir una mayor presencia de Estados Unidos en sus bases militares, Venezuela compró 1 500 toneladas de granos de café de Brasil el 10 de agosto de 2009.
Durante las protestas en Venezuela de 2014, el ministro de relaciones exteriores del Brasil, Luiz Alberto Figueiredo, dijo que el gobierno de Dilma Rousseff «sigue con mucha atención» la situación venezolana y que confiaba que «haya una convergencia». También manifestó que tenía esperanza de que cesaran los «disturbios» y en nombre del gobierno brasileño lamentó «la pérdida de vidas y las propiedades destruidas» durante las manifestaciones.

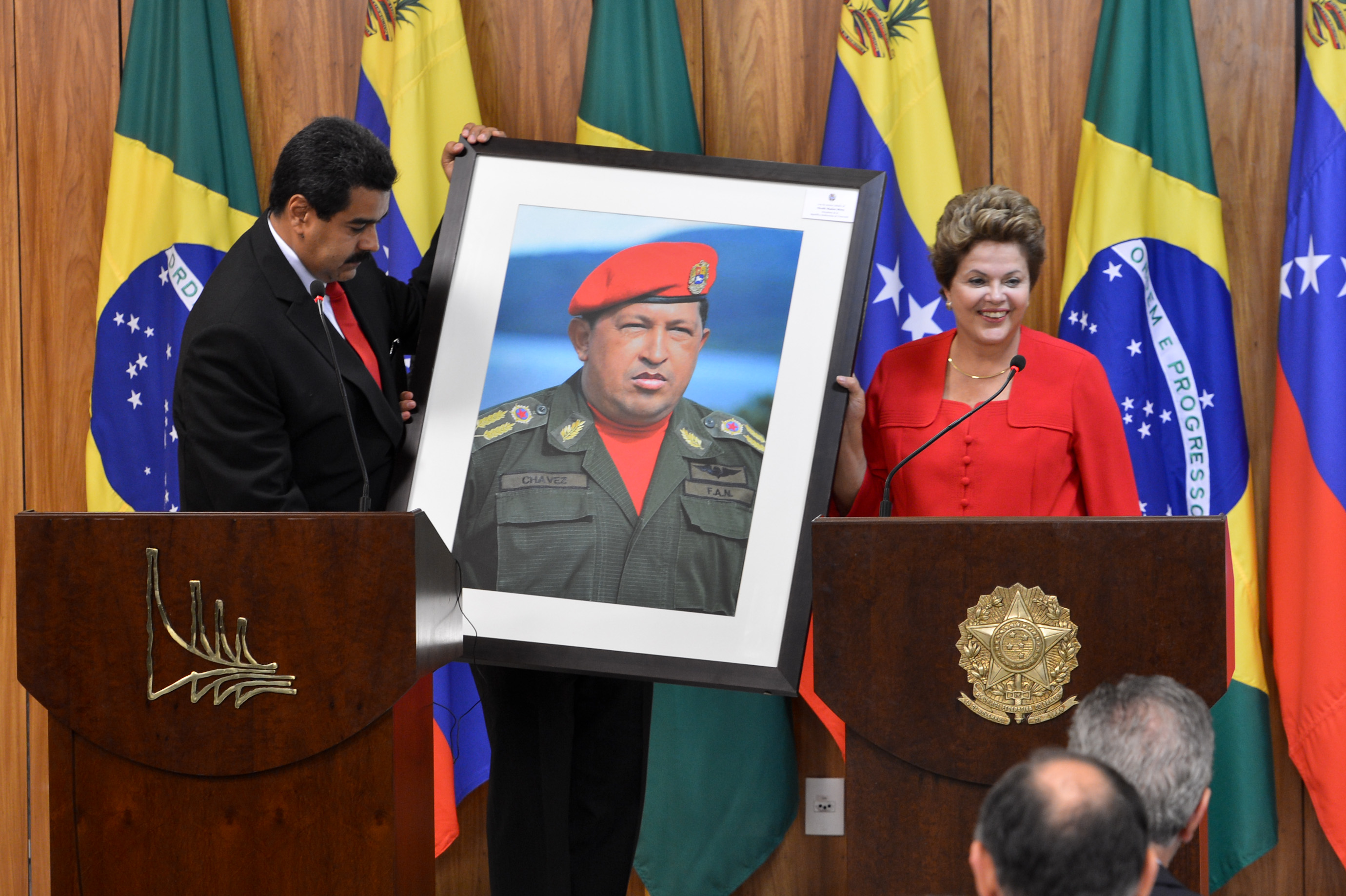
Nicolás Maduro en visita oficial a Brasil obsequiando un cuadro de Chávez a Dilma Rousseff en 2013

El 6 de abril de 2015, 33 líderes mundiales emitieron un manifiesto contra el gobierno de Nicolás Maduro, la llamada Declaración de Panamá, un comunicado para denunciar en la VII Cumbre de las Américas la alteración democrática en Venezuela impulsada por el gobierno de Nicolás Maduro. La declaración también exigió la inmediata liberación de los presos políticos en el país. Entre los antiguos jefes de Estado y de gobierno que se adhirieron al comunicado se encontraba el expresidente brasileño Fernando Henrique Cardoso. Del mismo modo, la presidenta de Brasil, Dilma Rousseff, expresó que «Los países que integran Unasur, que participan de la Cúpula, de la Cumbre de Las Américas, tenemos hoy, incluso, el absoluto interés de que haya una mayor liberación, que suelten a los presos, que no haya niveles de violencia en las calles, todos nosotros tenemos ese interés. […] No pensamos que la mejor relación con la oposición sea encarcelar a quienquiera que sea […], si la persona no cometió un crimen, no puede ser encarcelada». La ministra de Comunicación e información del Gobierno de Venezuela, Delcy Rodríguez, calificó esa declaración de algunos exmandatarios como una «vergüenza». Michel Temer, vicepresidente de Brasil y responsable de la coordinación política de Rousseff, dijo que era "inadmisible que haya presos políticos" en cualquier país de América Latina.
El 18 de junio de 2015, una delegación de senadores brasileños encabezadas por el senador Aécio Neves, compuesta principalmente por legisladores opositores a la presidenta Dilma Rousseff, voló hacia Caracas con la intención de visitar al preso político venezolano Leopoldo López y los familiares de víctimas durante las protestas contra Nicolás Maduro. Aproximadamente a un kilómetro del Aeropuerto Internacional Simón Bolívar, al vehículo con los senadores se le impidipo continuar el viaje después de ser detenido y rodeado con seguidores oficialistas. Finalmente los senadores decidieron regresar a Brasil el mismo día. Las cámaras del Congreso de Brasil, la Cámara de Diputados y el Senado Federal, emitieron mociones de rechazo a los eventos. El ministro de relaciones exteriores de Brasil emitió una nota oficial expresó su molestia por los "actos hostiles inaceptables" que ocurrieron el mismo día y le solicitó explicaciones oficiales al gobierno venezolano.[cita requerida]  Tras el comienzo del proceso de destitución contra la presidenta Dilma Rousseff, se nombró como jefe del gobierno provisional al hasta entonces vicepresidente Michel Temer, cuya política internacional hacia los aliados del PT fue desde sus inicios vista como opuesta a la de su predecesora.
El 20 de abril de 2016, durante la Asamblea General de Naciones Unidas, los representantes de Venezuela se levantaron de sus asientos en protesta cuando le correspondió hablar a Michel Temer.
Ante el comienzo de la crisis del Mercosur, el gobierno de Temer expresó que no se ponía estrictamente al derecho del gobierno de Venezuela de asumir la presidencia pro tempore del Mercosur, inicialmente rechazada por Paraguay, pero que para tener tal derecho el estado venezolano debía completar su adaptación jurídica y fiscal a los acuerdos del organismo para el cual se había cumplido su plazo preferencial de adaptación a los acuerdos del bloque, siendo la posición más severa al respecto dentro del gobierno provisional la del canciller brasileño José Serra quien calificó la inclusión de Venezuela como miembro pleno del Mercosur en 2012 como "un error".
El 3 de agosto el canciller Serra anunció que su gobierno desconocía la "auto-proclamación" del gobierno venezolano como presidente pro tempore del Mercosur, considerando "vacante" tal puesto. El 14 de agosto el canciller ratificó la postura de su gobierno asumida conjuntamente con los de Argentina y Paraguay de que Venezuela no asumiría la presidencia de Mercosur en el 2016 dado que su membrecía no era ni "plena" ni "legitima" por no haber asumido los compromisos con el bloque, pero también porque el país no se encontraba en condiciones de asumir el cargo dada la crisis que enfrentaba y dado que el gobierno venezolano debía "restablecer la democracia", liberando al llamados presos políticos y garantizando las libertades civiles. Días después, el 17 de agosto, se reunió con el presidente de la bancada de la MUD en el Parlamento del Mercosur, el diputado Luis Florido, con quien declaró que el gobierno venezolano no debía asumir la presidencial del Mercosur por tratarse de un "régimen autoritario", poniendo como evidencia los presuntos esfuerzos del gobierno en impedir la realización del referéndum revocatorio convocado por la oposición, y aseguró que para su gobierno tal referendo sería considerado "fraudulento" en caso de tener lugar después del año 2016; en contraposición, el gobierno venezolano reaccionó calificando al gobierno provisional brasileño como una "dictadura impuesta" al considerar el juicio político contra Rousseff como un "golpe de estado".  El 31 de agosto se completó el proceso de "impeachment" en el que el Senado de Brasil decidió la destitución de Dilma Rousseff como presidenta, por lo que Michel Temer asumió de manera definitiva la presidencia del país, tras lo cual Venezuela rompió relaciones con Brasil junto a otros países miembros del ALBA para los cuales había tenido lugar un "golpe de estado".  El 29 de septiembre la cancillería brasileña se suscribió a una declaración conjunta con las cancillerías de Argentina, Chile, Paraguay, Perú y México para expresar su mutua preocupación por las declaraciones del poder electoral venezolano en las que se estipulaba la posibilidad de que de convocarse el referéndum presidencial contra el mandato de Nicolás Maduro este tendría lugar en el primer trimestre de 2016, dado que ello "afectaría el sentido de la consulta", al tiempo que se ratifica el apoyo de dichos gobiernos al diálogo entre los venezolanos.
Durante las protestas en Venezuela de 2017, el gobierno de Michel Temer expresó su desacuerdo con la sentencia del Tribunal Supremo de Justicia de Venezuela que suspendía "arbitrariamente" la inmunidad de los parlamentarios venezolanos y dijo que mantendrá su política de examinar la "preocupante situación" conjuntamente con todos los países de la región interesados. En un comunicado expresó que "el pleno respeto al principio de la independencia de poderes es un elemento esencial para la democracia" y que "las decisiones del TSJ violan ese principio y alimentan la radicalización política". Posteriormente, el canciller Aloysio Nunes dijo que era urgente que en Venezuela se confirmara un calendario electoral, y después de la consulta nacional del 16 de julio la cancillería de Brasil exhortó al gobierno venezolano a cancelar la convocatoria a una Asamblea Constituyente, afirmando que sus reglas «violan el derecho al sufragio universal y al propio principio de soberanía popular» y que «el elevado nivel de participación en el plebiscito (...) fue una muestra inequívoca de la voluntad del pueblo venezolano de que haya una pronta restauración del estado democrático de derecho en el país».
Brasil anunció que desconocía los resultados de las elecciones de la Asamblea Nacional Constituyente de Venezuela de 2017.
El 23 de febrero de 2018, Brasil votó a favor de una resolución de la Organización de Estados Americanos aprobada en una sesión extraordinaria que instaba al gobierno venezolano a reconsiderar la convocatoria de elecciones presidenciales y presentar un nuevo calendario electoral que haga posible la realización de elecciones con todas las garantías necesarias, y el 5 de junio volvió a votar a favor de una resolución en la cual se desconocen los resultados de las elecciones presidenciales del 20 de mayo donde se proclamó ganador a Nicolás Maduro. El Grupo de Lima, del cual Brasil es parte, anunció desconocer los resultados. Los miembros decidieron reducir el nivel de sus relaciones diplomáticas, llamar a consultas a sus embajadores y convocar a los embajadores venezolanos en sus países para expresar la protesta por el proceso electoral que objetaron por “no cumplir con los estándares internacionales de un proceso democrático, libre, justo y transparente”, como señaló un comunicado del bloque.

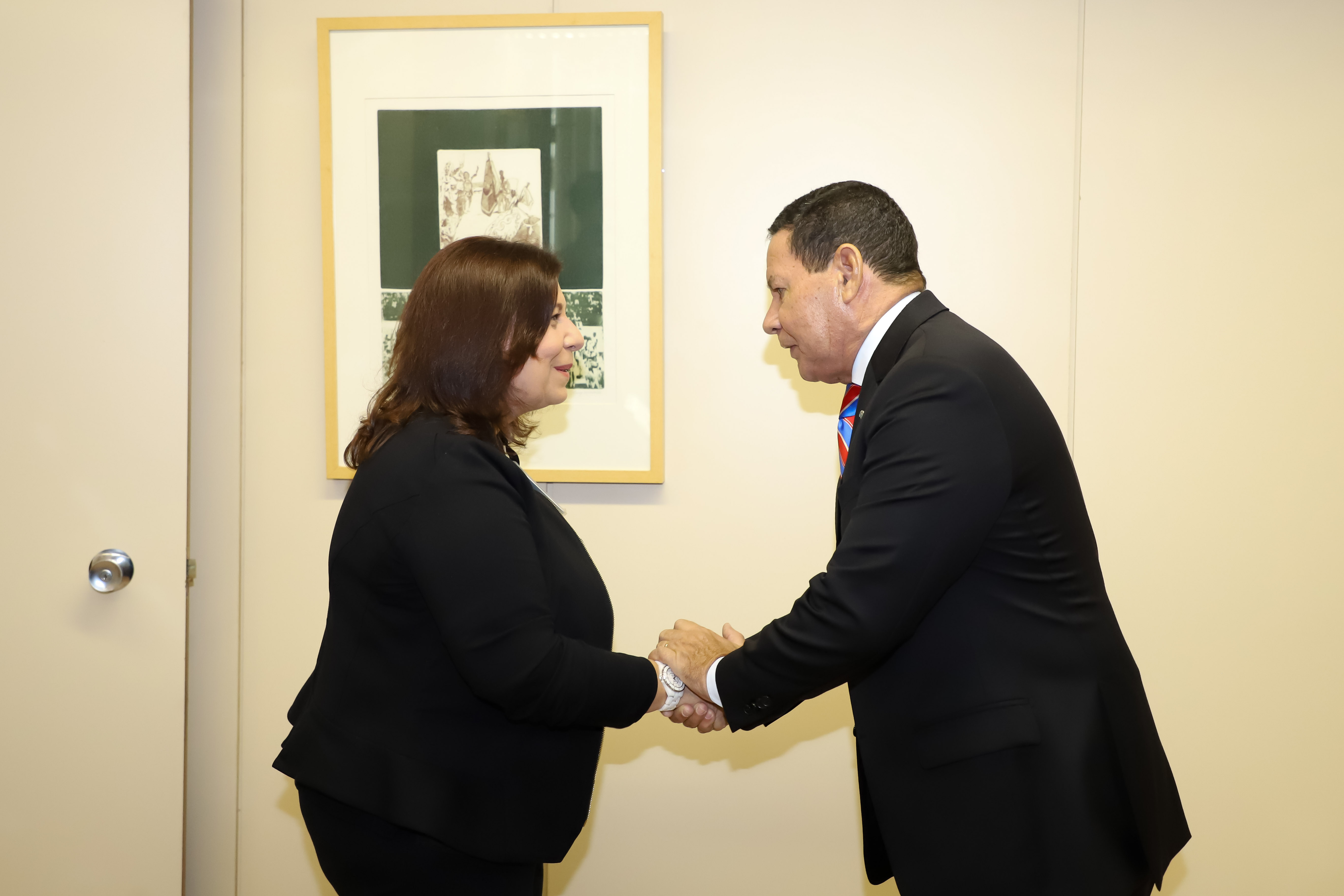
El vicepresidente de Brasil Hamilton Mourão con la embajadora de Venezuela designada por Juan Guaidó, María Teresa Belandria

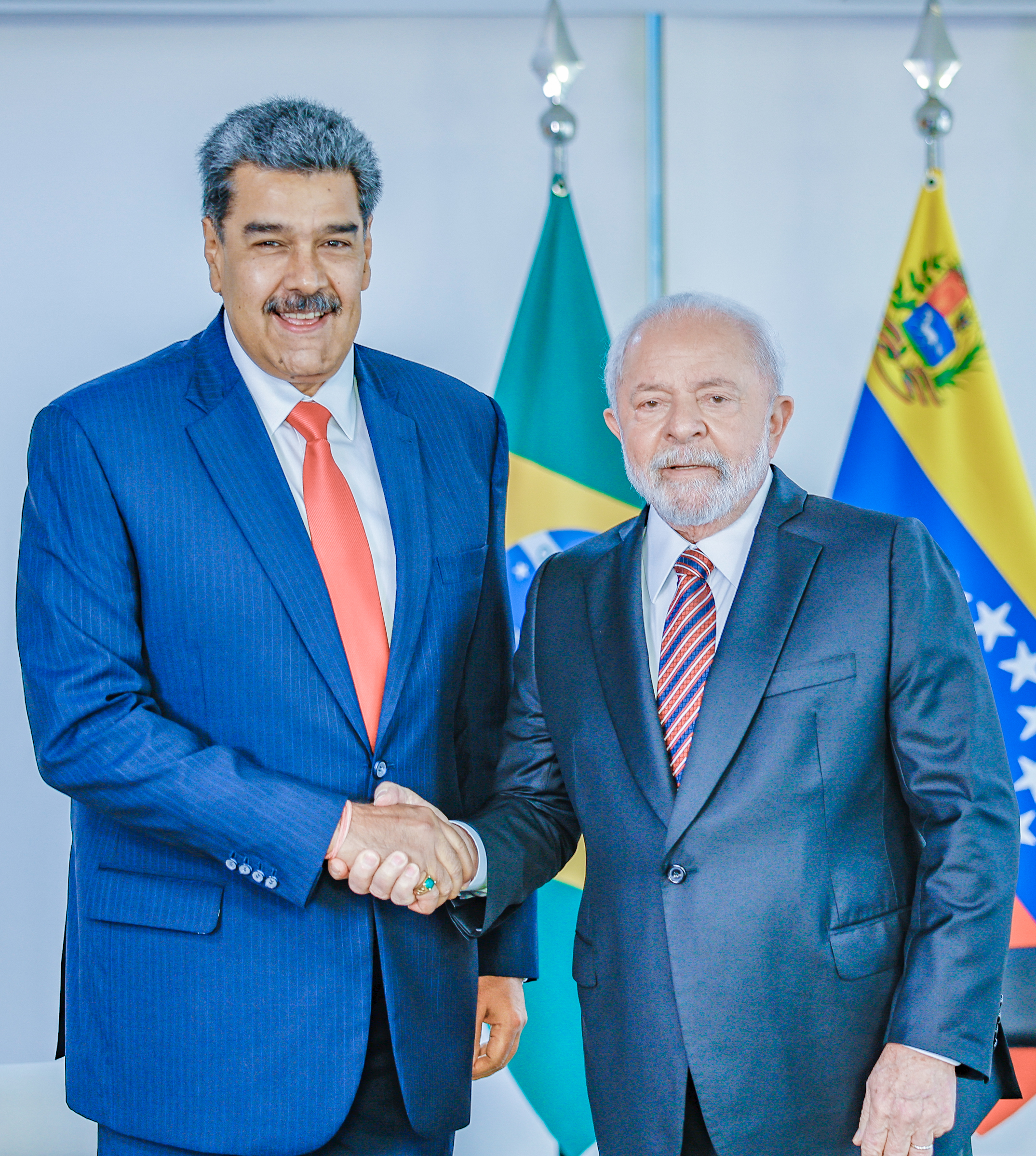
Visita oficial de Maduro a Brasilia, reunido en el Palacio de Planalto con Lula da Silva en 2023

. En 2019 Brasil reconoció a Juan Guaidó como presidente interino de Venezuela. El 2 de febrero Guaidó anunció la existencia de una «coalición de ayuda humanitaria» que provendría de Colombia, Brasil y una isla del Caribe no determinada. El 5 de febrero se reunieron los cancilleres de Estados Unidos, Brasil y Colombia en la Casa Blanca, en las cuales también estuvieron presente el secretario de Estado Mike Pompeo y el consejero de seguridad nacional John Bolton para tratar el tema de una posible ayuda humanitaria. En su mensaje oficial mostraron que el gobierno opositor de Juan Guaidó estaba dispuesto a apoyarlos en el ingreso terrestre a Venezuela. El 6 de febrero el canciller brasileño Ernesto Araújo dejó entrever que la base de operaciones de la ayuda humanitaria en Brasil sería Paracaima. El 20 de febrero, el gobierno brasileño comunicó que el día 23 de febrero iba a dejar la frontera abierta en Paracaima para que los venezolanos puedan ingresar a territorio brasileño a recoger los bienes de primera necesidad. El 21 de febrero Maduro ordenó cerrar la frontera con Brasil y planteó la posibilidad de hacer lo mismo en la frontera con Colombia, además prohibió el paso aéreo por toda Venezuela. El 22 de febrero la Fuerza Aérea de los Estados Unidos transportó la ayuda humanitaria a Boa Vista, en Brasil, para el 23 de febrero. Un avión de la Fuerza Aérea Brasileña que transporta ayuda humanitaria a los venezolanos se encontraba en Boa Vista, capital del estado fronterizo de Roraima. El avión llevaba 23 toneladas de leche en polvo y 500 botiquines de primeros auxilios.
En 2020, después de la elección de la Comisión Delegada de la Asamblea Nacional de Venezuela, donde a Guaidó y a otros diputados de la Mesa de la Unidad Democrática se les impidió la entrada al Palacio Federal Legislativo, el canciller Ernesto Araújo acusó a Maduro de impedir enérgicamente la reelección de Guaidó y declaró que "Brasil no reconocerá ningún resultado de esta violencia y esta afrenta a la democracia".[cita requerida]
En marzo de 2024 el presidente Luiz Inácio Lula da Silva criticó al gobierno de Venezuela por impedir la inscripción de candidatos y tomaron la inusual medida de emitir un comunicado a Venezuela después de que María Corina Machado denunciara que se le impidió inscribirse para las elecciones del 28 de julio, Lula ratificó que no eran compatibles con el acuerdo de Barbados,  cuestionó la imposibilidad de Corina Yoris de registrar su candidatura ante el Consejo Nacional. “No tiene explicación jurídica ni política prohibir a un adversario ser candidato”, dijo Lula. En el comunicado, que recuerda la importancia del acuerdo homónimo firmado con la oposición en Barbados en octubre sobre las elecciones, se afirma que la administración venezolana está llamada a llevar a cabo un proceso electoral "transparente y libre" En respuesta el régimen de Maduro protestó por ser un acto de grosera Injerencia. El 3 de junio Brasil decidió no enviaría observadores a elecciones presidenciales en Venezuela
Nicolás Maduro y Cilia Flores viajan para la XVI Cumbre de los BRICS a realizarse en la ciudad de Kasan, Rusia en octubre, acompañado de su ministro de Comunicación, Freddy Ñáñez; la vicepresidenta ejecutiva, Delcy Rodríguez, y el canciller, Yván Gil. Brasil no aceptó a Venezuela su ingreso a los BRICS, Celso Amorim, explicó: “Yo no defiendo la entrada de Venezuela. Creo que hay que ir despacio. No sirve de nada llenarlo de países porque en nada habremos creado un nuevo G-77″.Presidente Maduro interviene en la reunión de BRICS El presidente Nicolás Maduro Moros decidió llamar a consulta, de manera inmediata, al embajador venezolano en Brasil Manuel Vadell, luego del impace de Venezuela con Brasil en la cumbre de los BRICS. “O nos respeta o haremos que nos respete” expresó. Lula se mantuvo al margen diplomático.